# 대정알
대정알(大貞斡, ?~?)은 발해의 왕족이다. 발해 문왕의 아들로 대굉림, 발해 강왕의 형제이다. 다른 이름은 대정한(大贞翰)이다.

## 생애
다른 이름은 정한(貞翰)이다. 정확한 행적은 알려진 것이 없다. 구당서, 신당서에 의하면 발해 문왕의 아들인 그는 당나라로 파견되어 당나라에서 숙위를 지냈다.

## 참고 자료
- 《책부원귀》